# Hôtel d’Andlau (Sélestat)

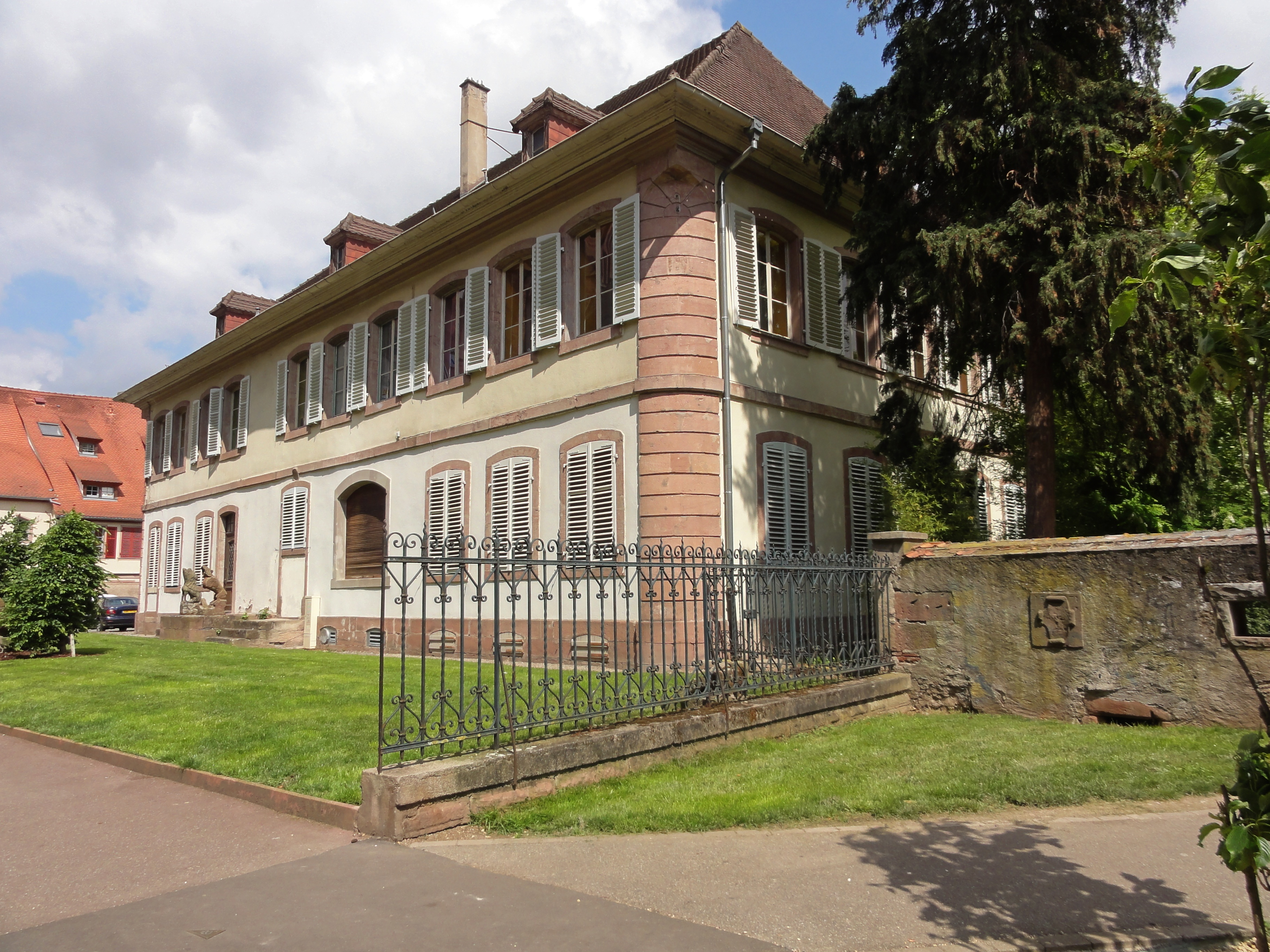
Hôtel d’Andlau

Das Hôtel d’Andlau in Schlettstadt, einer französischen Stadt im Département Bas-Rhin in der Region Grand Est, wurde um 1760 errichtet. Das Hôtel particulier an der Rue du Babil Nr. 4 ist seit 1931 als Monument historique klassifiziert.
Das Hôtel d’Andlau wurde für die Abtei Andlau erbaut. Der Architekt war vermutlich Martin Hasenbohler, der auch andere Bauwerke für die Abtei errichtete. Während der Revolution wurde das Gebäude an die Nichte der Äbtissin Madeleine Barbe de Landenberg verkauft. Im Jahr 1807 kaufte die Stadt Sélestat das Gebäude, um darin die Sous-préfecture einzurichten, die dort bis zum Brand 1948 verblieb. Dieser Brand zerstörte wesentliche Teile der Innenausstattung.